# Soyuz TMA-10M
Soyuz TMA-10M fue una misión realizada en 2013 a la Estación Espacial Internacional que transportó a tres miembros de la tripulación de la Expedición 37 a la Estación Espacial Internacional. Soyuz TMA-10M fue el vuelo 119 de la nave espacial Soyuz, desde el primer lanzamiento de una nave Soyuz en 1967. La Soyuz permaneció atracada a la estación espacial servir como vehículo de escape de emergencia a la Expedición 38.

## Tripulación

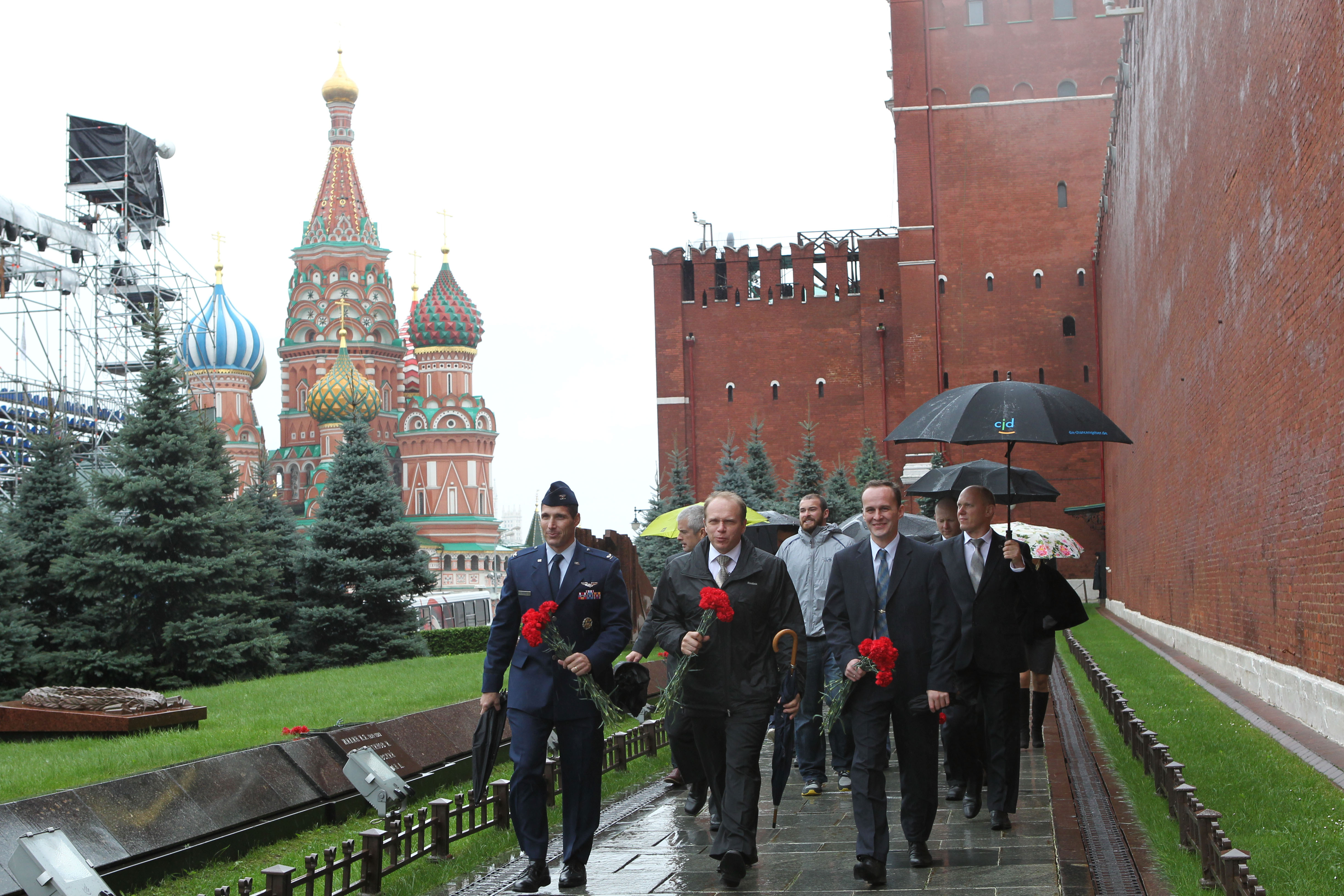
Tripulación del Soyuz en el kremlin

| Puesto               | Tripulación                                      | Tripulación                                      |
| -------------------- | ------------------------------------------------ | ------------------------------------------------ |
| Comandante           | Oleg Kotov, RSA Expedición 37 Tercer vuelo       | Oleg Kotov, RSA Expedición 37 Tercer vuelo       |
| Ingeniero de Vuelo 1 | Sergey Ryazansky, RSA Expedición 37 Primer vuelo | Sergey Ryazansky, RSA Expedición 37 Primer vuelo |
| Ingeniero de Vuelo 2 | Michael Hopkins, NASA Expedición 37 Primer vuelo | Michael Hopkins, NASA Expedición 37 Primer vuelo |

### Tripulación de respaldo
| Puesto               | Tripulación de respaldo               | Tripulación de respaldo               |
| -------------------- | ------------------------------------- | ------------------------------------- |
| Comandante           | Aleksandr Skvortsov, RSA Primer vuelo | Aleksandr Skvortsov, RSA Primer vuelo |
| Ingeniero de Vuelo 1 | Oleg Artemyev, RSA Primer vuelo       | Oleg Artemyev, RSA Primer vuelo       |
| Ingeniero de Vuelo 2 | Steven Swanson, NASA Primer vuelo     | Steven Swanson, NASA Primer vuelo     |